# Villa Industrielle
Ne doit pas être confondu avec Cité Industrielle.
La villa Industrielle est une voie du 20e arrondissement de Paris, en France.

## Situation et accès
La villa Industrielle est une voie située dans le 20e arrondissement de Paris. Elle débute au 42, rue de la Chine et se termine en impasse.

## Origine du nom
Elle porte ce nom car elle était bordée d'ateliers lors de son ouverture.  